# Orpierre

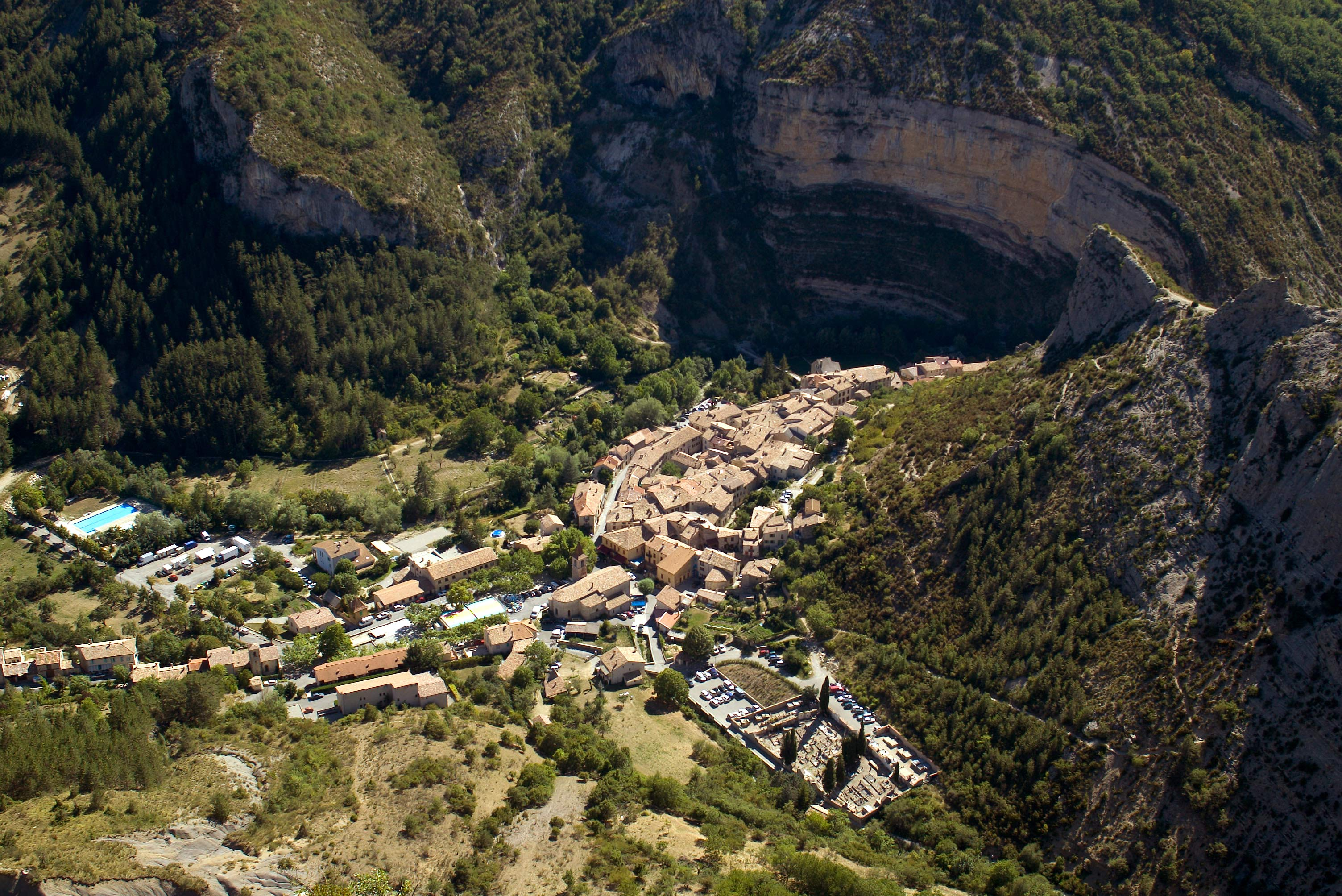
Orpierre, widok z wierzchołka Quiquillon (dokładniejszy opis).

Orpierre – miejscowość i gmina we Francji, w regionie Prowansja-Alpy-Lazurowe Wybrzeże, w departamencie Alpy Wysokie.

## Demografia
Według danych na rok 1990 gminę zamieszkiwało 335 osób, a gęstość zaludnienia wynosiła 12 osób/km². W styczniu 2015 r. Orpierre zamieszkiwały 374 osoby, przy gestości zaludnienia wynoszącej 13,6 osób/km².